# چناربن (نوشهر)
چناربن، روستایی است از توابع بخش کجور شهرستان نوشهر در استان مازندران ایران.

## جمعیت
این روستا در دهستان زانوس‌رستاق قرار دارد و براساس سرشماری مرکز آمار ایران در سال ۱۳۸۵، جمعیت آن ۲۴۴ نفر (۵۰خانوار) بوده‌است. مردم چناربن از قومیت طبری هستند. مردم چناربن به زبان طبری و گویش کجوری سخن می‌گویند.